# Kooptace
Kooptace (z latinského cooptatio – tj. doplňování volbou) je zpravidla doplnění, případně rozšíření voleného orgánu jeho vlastním rozhodnutím, jeho vlastní volbou (nikoliv tedy skutečnými voliči tohoto orgánu). Rozhodující je zde tedy spíš to, kdo nového člena volí, než způsob volby. V sociologickém smyslu pak kooptace označuje integraci marginální opoziční skupiny do hlavního proudu.
Je v podstatě nedemokratická, v moderních demokraciích je snaha se jí pokud možno vyhnout a příslušné orgány doplňovat jiným způsobem (doplňovací volby, nastupování náhradníků) nebo příslušné funkce ponechat do konce volebního období uprázdněné (Senát Parlamentu České republiky: pokud do konce volebního období zbývá víc než rok, konají se doplňovací volby na zbytek volebního období, pokud zbývá méně než rok, zůstane mandát do konce volebního období uprázdněn).
V Česku se ve volbách definovaných volebními zákony a ústavou (volby do Poslanecké sněmovny, Senátu a  krajských i obecních zastupitelstev) nepoužívá, používají ji jen některá občanská sdružení, strany, církve, akciové společnosti etc. Ústava Česka ji vůbec nezmiňuje.
Částečně odůvodnitelná je v případech, kdy umožňuje dostat na určitou funkci lidi s vysokými schopnostmi a odborností (akciová společnost).

## Příklady kooptace

### Obecně
Příklady kooptace (jen ilustrativní, bez nároku na úplnost):
- 8. června 1921 byli kooptací do poslanecké sněmovny přijati 4 legionáři (č. 234/1920 Sb. z. a n.)
- za první republiky mohli být kooptováni členové obecních zastupitelstev (§ 58, zák. 75/1919 Sb. „Řád volení v obcích“)
- během Sametové revoluce byli stoupenci dosavadní opozice kooptováni do orgánů dosud ovládaných komunistickou stranou, která tím ztratila většinu
- doplněno kooptací může být plénum Mezinárodního výboru Červeného kříže
- kooptací mohli být určeni noví členové zednářských lóží
- kooptací mohl být doplňován římský senát
- doplnění představenstva akciové společnosti podle § 194 odst. 2 poslední věty zákona č. 513/1991 Sb., obchodního zákoníku: „Stanovy mohou určit, že představenstvo, jehož počet členů zvolených valnou hromadou neklesl pod polovinu, může jmenovat náhradní členy do příštího zasedání valné hromady.“
- profesoři univerzit a akademičtí pracovníci jsou často volení pomoci kooptace.
- v rámci mírového procesu při ukončení občanské války v Kolumbii bylo povstalcům garantováno 5 křesel v Poslanecké sněmovně a 5 křesel v Senátu[2]

### Případy kooptací do státních orgánů v Československu
- Národní výbor československý byl v roce 1918 kooptací rozšířen na 256 poslanců.

- Federální shromáždění ČSSR: koncem roku 1969 v rámci normalizace byli z parlamentu odstraňováni reformní komunisté a nahrazeni novými poslanci, kooptovanými, přičemž při výběru hrálo podstatnou roli národní hledisko.[3]

- Sametová revoluce: Federální shromáždění ČSSR, Česká národní rada, Slovenská národní rada: Dne 28. prosince 1989 přijalo Federální shromáždění tzv. kooptační zákon, tedy ústavní zákon č. 183/1989 Sb., o volbě nových poslanců zákonodárných sborů,[4] podle něhož se v případě uprázdnění poslaneckého místa neměly konat nové volby, ale nového člena si volil zákonodárný sbor sám. Tento zákon měl stanovenou účinnost do dne voleb, nejpozději však do konce roku 1990. Současně byl přijat i ústavní zákon č. 182/1989 Sb., jímž se změnilo znění poslaneckého slibu. Kooptace nových poslanců Federálního shromáždění probíhaly od 28. prosince 1989 do 27. února 1990, kdy byly přijaty zákony o volbách v červnu 1990. Od 23. ledna 1990 do 31. března 1990 mohli být podle ústavního zákona 14/1990 Sb., o odvolávání poslanců zastupitelských sborů a volbě nových poslanců národních výborů,[5] přijatého 23. ledna 1990 a vyhlášeného a účinného od téhož dne, poslanci, kteří v rámci rozložení politických sil nebo vzhledem k svému dosavadnímu působení neskýtají záruky rozvoje politické demokracie, ze své funkce odvoláni politickou stranou, jejímiž jsou členy. Poslance bez stranické příslušnosti mohl odvolat příslušný orgán Národní fronty po vzájemné dohodě s Občanským fórem v České socialistické republice a s hnutím Veřejnost proti násilí ve Slovenské socialistické republice. Fakticky byla odvolání poslanců obou komor přijata předsednictvy sněmoven během dvou dnů, 29. a 30. ledna 1990. Na základě těchto právních norem probíhaly paralelně i kooptace do České národní rady, do které nastoupilo přes 60 nových poslanců.

- Ústavním zákonem č. 14/1990 Sb. byla současně byla možnost kooptací, které pro všechny tři parlamenty platila již od prosince 1989, i možnost odvolávání poslanců stranou nebo NF nově rozšířena na všechny stupně národních výborů, rovněž s účinností od 23. ledna do konce března 1990.

Za autora myšlenky kooptace v roce 1989, kterou mnozí přijímali s nesouhlasem či rozpaky, bývá označován reformní komunista Zdeněk Jičínský, který to považoval za akt spravedlivé odplaty za odstranění reformních komunistů z parlamentu kooptací v roce 1969. O měsíc později vláda konstatovala, že toto řešení zdiskreditovalo Československou republiku v zahraničí. 28. prosince 1989 byl předsedou Federálního shromáždění zvolen čerstvě kooptovaný poslanec Alexander Dubček.